# 실천 이성
실천 이성(實踐理性)은 '우리는 무엇을 해야 할 것인가'의 법칙 내지 명령을 의지로 나타내는 인간의 능력, 특히 칸트의 용어를 말한다. 그는 이를 두 종류로 구별했다. 하나는 이 세상의 쾌감 내지 행복을 얻기 위해서는 무엇을 해야 하는가를 명령하는 실천이성, 또 다른 하나는 이 세상의 쾌감이나 행복에 관계 없이 또는, 단호하게 조건 없이, 예컨대 '그대는 어떻든 간에 타인을 속여서는 안 된다!'고 도덕적 의무의 명령을 내리는 실천이성이 있다. 칸트는 후자를 순수실천이성이라고 불렀으며, 이것이야말로 도덕적인 이성이고, 절대적 가치를 지니는 것이며, 이 이성에 따르는 의지가 바로 선(善)의 의지라고 했다.

## 같이 보기
- 프로네시스
- 합리성
- 암묵적 지식